# Caribbean Heat de Cartagena
Caribbean Heat es un club de baloncesto colombiano de la ciudad de San Andrés. Participa en la Liga Colombiana de Baloncesto desde 2013 jugando ese año en la ciudad de Cartagena de Indias. Su sede habitual es el Coliseo San Luis de San Andrés Islas pero de manera temporal en 2014 algunos partidos los jugó como local en el Coliseo Vicente Díaz Romero de Bucaramanga.

## Historia
Fundado el 29 de agosto de 2011 en San Andrés Isla con Javier Gordon como su principal promotor para darle inicio en el año 2013 a la Liga DirecTV, se trasladó ese año a la ciudad de Cartagena de Indias, uno de los epicentros del país convirtiéndola en su sede. En sus dos participaciones en el 2013 el equipo no logró superar la Primera fase siendo séptimos en el primer semestre y noveno en el segundo semestre.
En los dos torneos del año 2014 jugó algunos partidos de local en la ciudad de Bucaramanga por razones de logística, aunque la gran mayoría los alcanzó a jugar el primer torneo en el Coliseo Bernardo Caraballo de Cartagena y el segundo torneo en su ciudad de origen, San Andrés Isla. En lo deportivo el primer torneo fue un fracaso, debido a que tampoco logró superar la primera fase siendo último en su grupo con 22 unidades producto de 2 victorias y 17 derrotas, siendo esta la peor presentación en su historia en sus tres temporadas como equipo profesional de la Liga Colombiana de Baloncesto.

## Participaciones en la Liga Colombiana
- Liga Colombiana de Baloncesto: 3 temporadas (2013-I, 2013-II y 2014-I)

- Mejor presentación:  9° lugar (primera fase) 2013-II
- Peor presentación: 12° lugar (primera fase) 2014-I